# Santonio Holmes
Santonio Holmes Jr. (* 3. März 1984 in Belle Glade, Florida) ist ein ehemaliger US-amerikanischer American-Football-Spieler auf der Position des Wide Receivers. Er spielte zuletzt für die Chicago Bears in der National Football League (NFL). Von 2006 bis 2009 spielte er für die Pittsburgh Steelers und gewann mit ihnen den Super Bowl XLIII. Für seine Leistungen im Super Bowl wurde er zum Super Bowl MVP gewählt.

## Karriere

### College
Holmes startete seine Karriere bei den Buckeyes der Ohio State University, wo er von 2003 bis 2005 243 gefangene Pässe für 2.295 Yards verbuchen konnte. Insgesamt gelangen ihm dabei 25 Touchdowns, die bis dahin drittmeisten in der Geschichte der Ohio State Buckeyes.

### NFL

#### Pittsburgh Steelers
Im NFL Draft 2006 wurde er in der ersten Runde von den Pittsburgh Steelers ausgewählt. Zu Beginn seiner Karriere wurde er als Punt-Returner eingesetzt. Aufgrund seiner vielen Fumbles wurde er heftig kritisiert und nur mehr als Wide Receiver eingesetzt. Hier fühlte sich Holmes merklich wohler und wurde in der sechsten Woche zum "Rookie der Woche" gewählt, als er gegen die Kansas City Chiefs 71 Yards Raumgewinn erzielte. Er beendete die Saison mit insgesamt 49 gefangenen Pässen für 824 Yards und zwei Touchdowns.
Die darauffolgende Saison war er Stammspieler bei den Steelers. Gleich in der ersten Woche fing er einen 40-Yards-Pass. Es folgten weitere starke Spiele, unter anderem in der vierten und in der neunten Woche, als er jeweils zwei Touchdowns fing. Am Ende der Saison waren es 942 Yards sowie acht Touchdowns.
In der Saison 2008 wurde er erstmals wieder zusätzlich als Punt-Returner eingesetzt. Seine größten Erfolge erzielt er aber weiterhin als Wide Receiver, wo er, trotz eines kurzen Gefängnisaufenthalts wegen Drogenmissbrauchs, erneut gute Leistungen brachte. Sein bisheriges Karrierehighlight war daraufhin der Super Bowl XLIII. Er erzielte den entscheidenden Touchdown 35 Sekunden vor Ende des Spieles und fing neun Pässe für 134 Yards, woraufhin er zum Super Bowl MVP gewählt wurde. In der Woche vor dem Super Bowl berichtete er der Presse, dass er in seiner Jugend für ein Jahr mit Drogen in seiner Heimatstadt Belle Glade gehandelt hatte.

#### New York Jets
Am 11. April 2010 wechselte Holmes zu den New York Jets. Die Steelers bekamen im Gegenzug einen Fünftrunden-Pick im kommenden NFL Draft.

#### Chicago Bears
Nachdem Holmes bereits am 5. August 2014 am Trainingscamp der Chicago Bears teilnahm, unterschrieb  er am 16. August 2014 einen Einjahresvertrag bei dem Team aus Chicago.